# Юбилейный парк (Кривой Рог)
Юбилейный (укр. Ювілейний) — парк в Долгинцевском районе Кривого Рога (Днепропетровская область, Украина).

## Характеристика
Парк Юбилейный — одна из самых больших рекреационных зон Кривого Рога, излюбленное место жителей района и города. В праздничные дни здесь проходят концерты, выставки, ярмарки и спортивные соревнования.
Парк находится на границе Долгинцевского и Металлургического районов, проходящей по улице Александра Васякина. Ограничен улицами Александра Васякина, Героев АТО, Петра Дорошенко и Соборности. На парк выходят улица Виталия Матусевича. На территории парка по улице Соборности находится остановка общественного транспорта «Детская больница № 2», ходят трамваи № 1, 2, 5, 7, 9, 14 маршрутов и маршрутные такси № 15, 205, 206, 264, 265, 286.
На территории парка располагаются:
- памятник генералу армии, Герою Советского Союза, Василию Филипповичу Маргелову (установлен в 2011 году)[2];
- памятник солдатам погибшим в Афганистане (открыт 17 февраля 2002 года)[3];
- храм-часовня в честь иконы Божией Матери «Взыскание погибших»[4][5].

23 сентября 2007 года началось строительство храма-часовни в честь погибших воинов. Капсулу с мощами и место под строительство освятил архиепископ Криворожский и Никопольский Ефрем. Религиозная община храма зарегистрирована в честь иконы Божией Матери «Взыскание погибших».
Адрес парка: Кривой Рог, ул. Соборности, 86.
Дополнительные услуги:
- детская площадка[6]
- Кафе «Солли»
- Кафе «Фортеця»
- общественная уборная

## Галерея

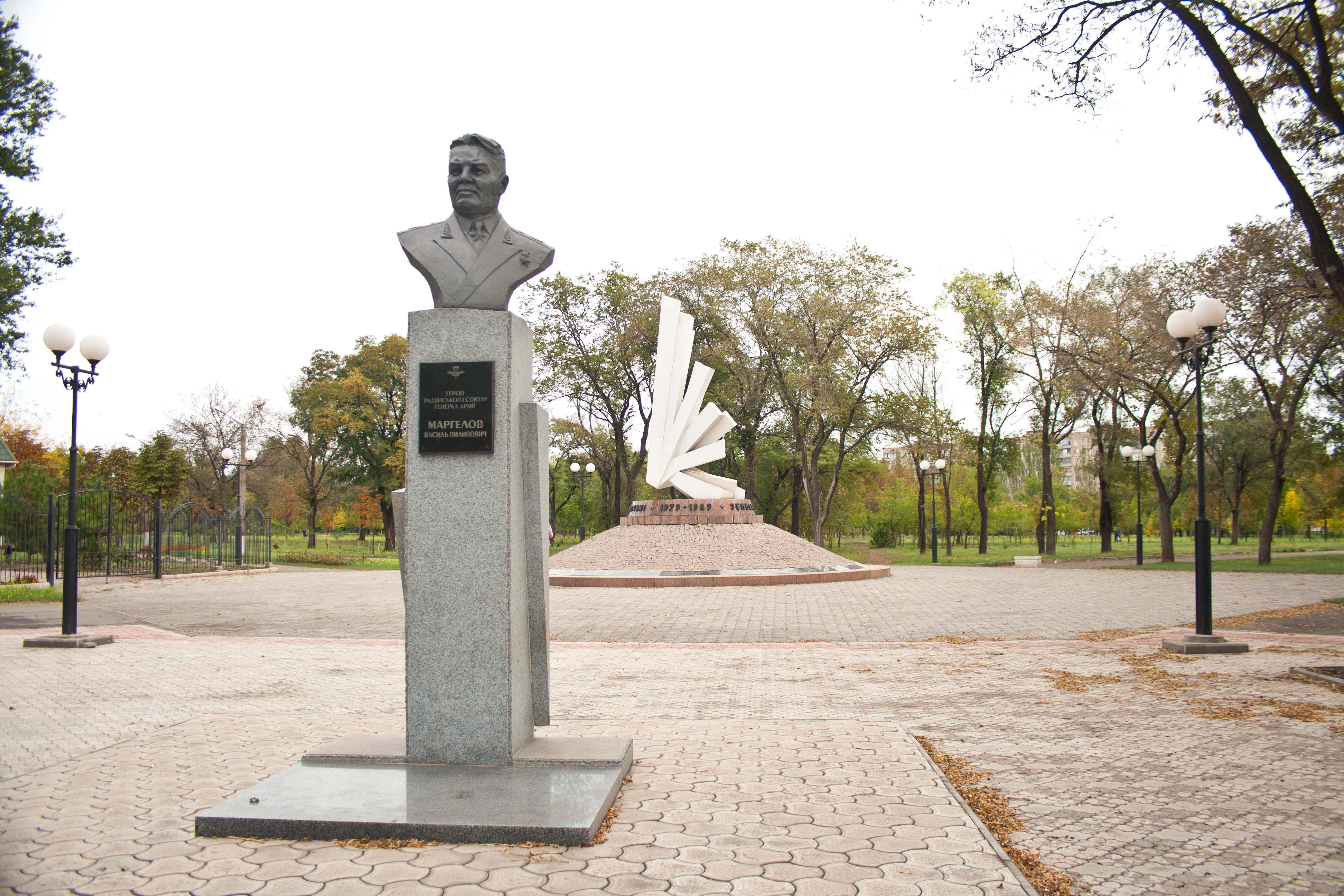
Памятник-бюст генералу армии В. Ф. Маргелову
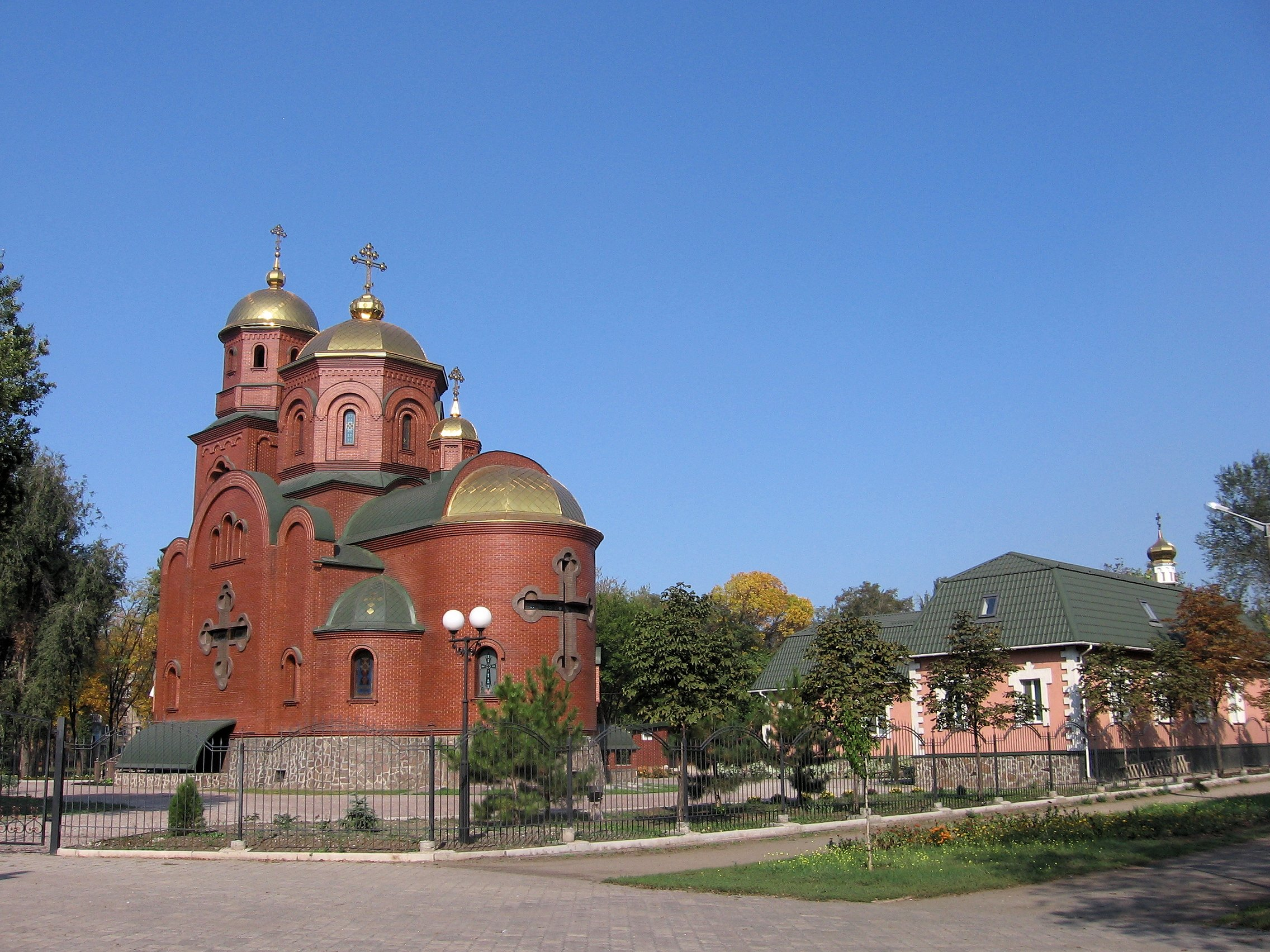
Храм иконы Божьей Матери "Взыскание погибших"
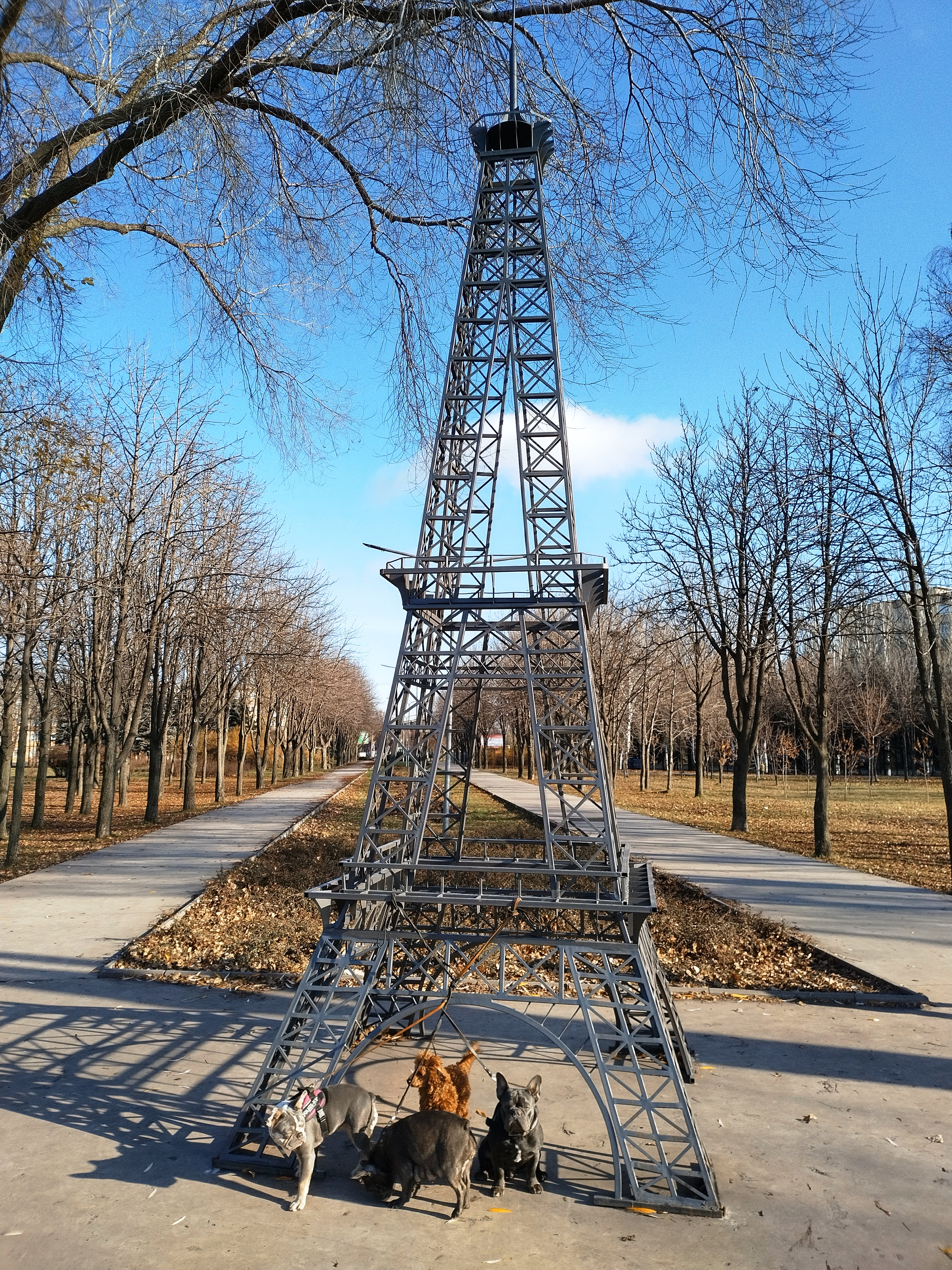
"Эйфелева башня"
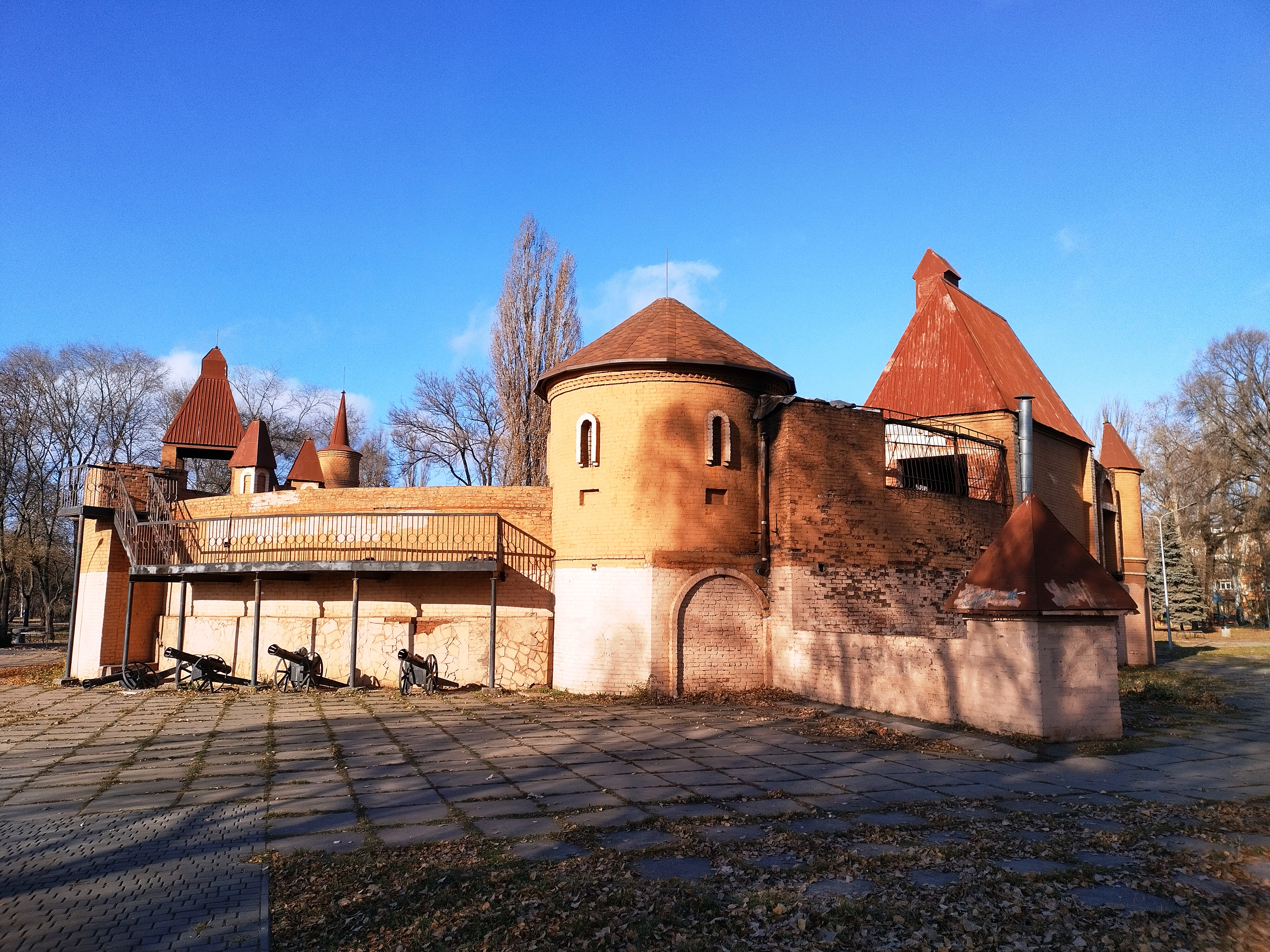
Замок
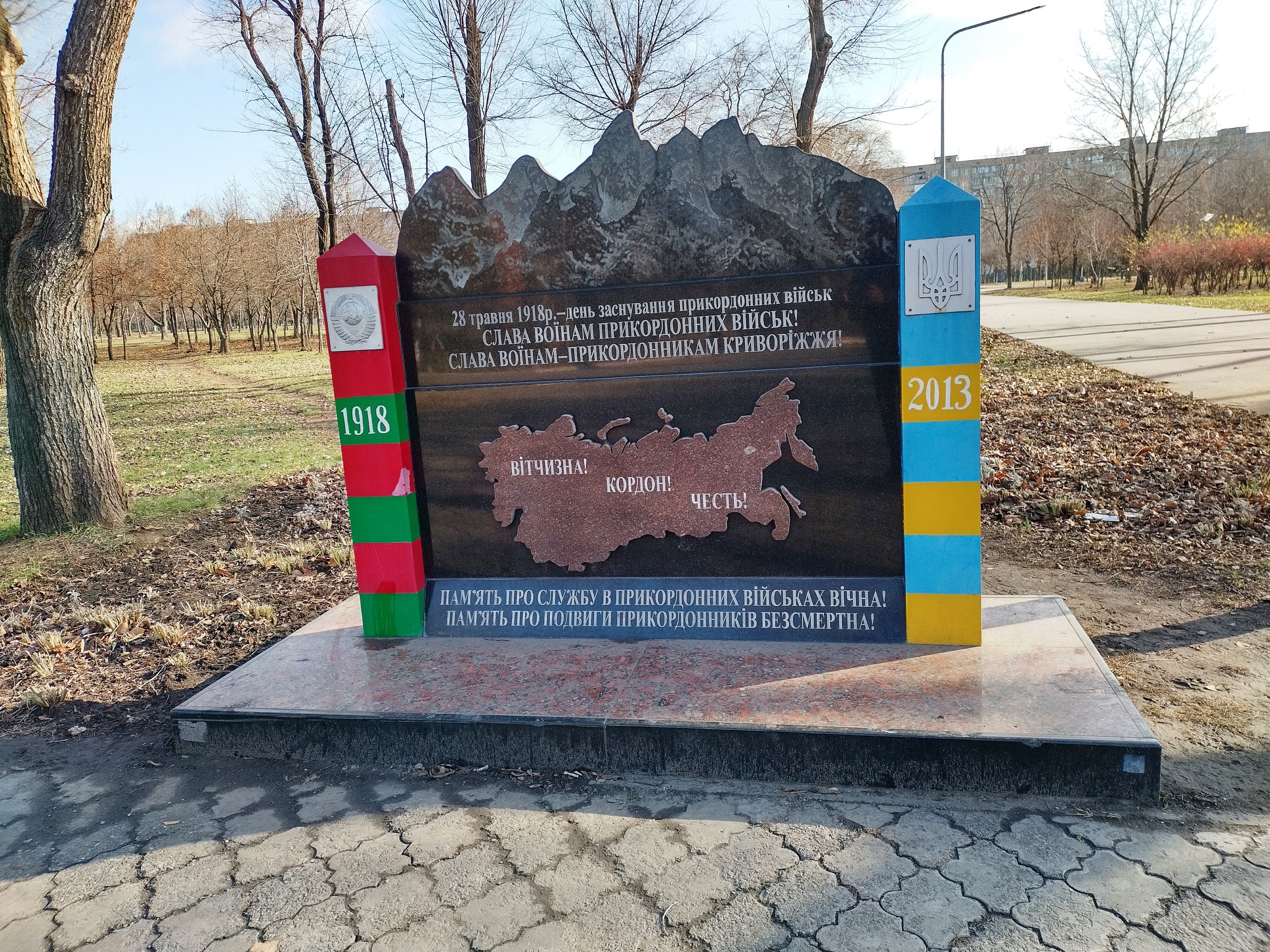
Памятник пограничникам